# بعثة الأربعين
بعثة الأربعين هي أول بعثة طلابية من شمال اليمن للدراسة بالخارج تم إرسالها في عهد الإمام يحي حميد الدين في العام 1947 المعروف عهده بالانغلاق والتخلف. و قد تم اختيار أربعين طالباً من مدارس صنعاء وذمار والحديدة وتعز لهذه البعثة. وعند عودة أعضاء البعثة لعبوا دورا رائدا في تأسيس اليمن الحديث.

## الرحلة
انطلقت الطلاب من شمال اليمن إلى محمية عدن و هناك انبهر الطلاب لرؤيتهم للكهرباء والسينما و مظاهر الحياة الحديثة التي وجدوها بعدن لأول مرة. واصلت البعثة رحلتها بحرا حتى السويس و بعدها استقلوا السيارات للقاهرة وبعد عدة أيام انطلقوا بالقطار نحو صيدا عبر فلسطين. انقسم الطلاب إلى مجموعتين في صيدا وطرابلس لكن ما إن قامت ثورة 1948 باليمن وهروب الفضيل الورتلاني إلى لبنان وبعض الثوار وعندما رفض رياض الصلح تسليمه للإمام أحمد طلب الأخير من الطلاب المغادرة لإكمال تعليمهم في بني سويف ومدينة حلوان في المملكة المصرية.

## أعضاء البعثة
فيما يلي قائمة بأسماء أعضاء البعثة مع المناطق التي قدموا منها
1. عبدالله جزيلان - تعز ويرجع أصله إلى ذو محمد من الجوف
2. محمد الهنومي - الحديدة
3. علي الكهالي - إب
4. عبداللطيف ضيف الله - إب
5. علي سيف الخولاني - خولان صنعاء
6. محمد المأخذي - صنعاء
7. محمد الوجيه الجنيد - تعز
8. عبد الكريم المقحفي - صنعاء
9. هاشم الحوثي - صنعاء
10. حسين صلاح الدين
11. محمد عبدالعزيز سلام - تعز
12. علي السقاف - إب
13. أحمد المحني - البيضاء
14. محمد فايع - صنعاء
15. محمد زبارة - صنعاء
16. محسن العيني - بني بهلول صنعاء
17. علي العيني - بني بهلول صنعاء
18. يحيى جغمان - خولان صنعاء
19. محمد الرعدي - صنعاء
20. أحمد محمد مفرح - صنعاء
21. أحمد قائد بركات - صنعاء
22. محمد خشافه - إب
23. علي أحمد الخضر - ذمار
24. أحمد الطل - صنعاء
25. يحيى الديلمي - ذمار
26. محسن السري - صنعاء
27. حسن مكي - الحديدة
28. عبد الرؤوف رافع - تعز
29. عبدالله الكرشمي
30. علي محمد عبده - تعز
31. محمد علي عبد المغني -إب
32. هزاع بجاش - تعز
33. علي الحبوري
34. علي الأبيض - بني حشيش صنعاء
35. علي المطري - بني مطر صنعاء
36. صالح الجمالي
37. طاهر الكلالي - إب
38. محمد مانع
39. حسن السقاف - تعز
40. إبراهيم صادق - الحديدة